# 伊利安娜 (伊利諾伊州)
伊利安娜（英語：Illiana）是位於美國伊利諾伊州弗米利恩縣的一個非建制地區。該地的面積和人口皆未知。

## 地理
伊利安娜的座標為40°11′47″N 87°31′55″W / 40.19639°N 87.53194°W，而該地的平均海拔高度為224米（即732英尺）。